# Армен Оганян
Армен Оганян (на арменски: Արմեն Օհանյան) с рождено име София Емануиловна Пирбудагян (1887 – 1976) е арменска танцьорка, писателка, преводач, актриса.

## Творчество
Първите си изяви под артистичното име София Тер Оганян прави на сцената на арменския театър в Баку. По-късно заминава за Иран (по онова време все още наричан Персия) и там основава първия персийски театър от европейски тип. През 1910 г. поставя на сцената в Техеран на персийски език комедията на Гогол „Ревизор“. В Персия Огасян се занимава с изучаване на източните танци и между 1911 и 1930 г. представя пред европейска публика старинните танци като персийска танцьорка – гастролира в Париж, Лондон, Милано, Брюксел, София, Букурещ, но също и в Кайро и САЩ.
Впоследствие Огасян се установява в Париж и се посвещава на литературата. През 1918 г. публикува автобиография на френски език със заглавие „Шемаханската танцьорка“, увода на която написва Анатол Франс. Книгата е преведена на английски, немски, испански, иврит, шведски, фински език. През 1921 г. издава и книгата „В ноктите на цивилизацията“, следват „В една шеста част от света“ (1928), „Солистът на Негово величество“ (1929) и „Смехът на съблазнителката на змии“ (1931).

## Личен живот
Огасян изживява любовни връзки с влиятелни представители на парижкия елит като художника Емил Бернар и актрисата Натали Барни. През 1927 г. се омъжва за мексиканския дипломат Македонио Гарса и се установява с него в Мексико. Превежда от руски на испански език, написва монографии за руската, съветската и испанската литература (на испански език), пише поеми на арменски.
През 1958 г. със съпруга си посещава СССР и Армения и предоставя част от архива си на Музея за литература и изкуства в Ереван. Умира през 1976 г. в Мексико.